# David Melgueiro
David Melgueiro (Porto, ? – Porto, 1673?) terá sido um navegador e explorador português que, entre 1660 e 1662, ao serviço da marinha holandesa, levou a cabo a primeira travessia da passagem do Nordeste, no Ártico, no sentido Oriente-Ocidente, ligando o Japão a Portugal.

## História
Segundo o relato de um diplomata e espião francês em Portugal, o Seigneur de La Madelène (ou Madeleine), o capitão David Melgueiro, ao comando dum navio holandês de nome O Pai Eterno, zarpou de Tanegashima no Japão, a 14 de março 1660, rumando a Norte, entrando no Oceano Ártico pelo Estreito de Bering (então designado como estreito de Aniam), percorrendo latitudes tão setentrionais como 84º N, avistando o arquipélago de Svalbard. Aí chegado, inflectiu para Sul, passando ao largo da Escócia e da Irlanda, para finalmente vir atracar na foz do Douro, por volta de1662. Afirma La Madelène que, de acordo com o testemunho de um marinheiro de Le Havre que acompanhou Melgueiro até ao fim da sua vida, o intrépido  explorador português terá falecido no ano de 1673.
La Madelène escreveu o seu relato em 1701, sendo testemunha não coeva do sucedido. Terá sido assassinado quando saía de Portugal para  fazer chegar ao governo francês as suas assombrosas informações. O texto a isso alusivo foi dado à estampa (1853), século e meio mais tarde, Deu aso a sérias desconfianças de alguns investigadores, dada a aparente simplicidade do feito e a inexistência de provas. De resto, o relato é omisso quanto a quaisquer dificuldades na viagem, feita numa época (século XVII) cujo clima, segundo certos investigadores contemporâneos, seria desfavorável a uma travessia dos gelos setentrionais. Estudos levados a cabo pelos historiadores portugueses Jaime Batalha Reis, Duarte Leite e João António Mascarenhas Júdice (1898-1957), o 4.º visconde de Lagoa, puseram a viagem em causa alegando ser estranho que não tivesse tido mais divulgação e impacto na época, tanto por portugueses como por holandeses. Há ainda quem sugira ter sido esse facto motivado por uma política de sigilo, num quadro de rivalidade marítima e colonial no Oriente. Seria do interesse dos holandeses que a viagem fosse esquecida. Ocultando a rota, poderiam chegar com mais facilidade e menos problemas às Índias e às suas especiarias...
Por outro lado, também não há provas que desmintam a teoria de La Madelène. Damião Peres admite que a viagem se fez na  «eventualidade de terem existido condições meteorológicas excepcionais». Tal suposição é entretanto reforçada por novos estudos em que se procura demonstrar que Melgueiro consumou de facto seus objetivos num ano excecionalmente quente.
A ser assim, a viagem de Melgueiro precedeu em mais de dois séculos a histórica jornada do navegador finlandês Nils Nordenskjöld, em 1878, logrado alcançar o que tantos outros, antes e depois dele em vão tentaram, perdendo a vida. É o caso do holandês Willem Barents, que tentou fazer a travessia no sentido Oeste-Leste, acabando por morrer (1596) no mar que hoje tem o seu nome, Mar de Barents, o caso do explorador dinamarquês ao serviço da Rússia, Vitus Bering, que faleceu em 1741 ao largo do estreito com o seu nome, o Estreito de Bering, quando se aventurou na Grande Expedição Setentrional.